# Айтах
Айтах (вірм. Հայթաղ) — село в марзі Армавір, на заході Вірменії. Село розташоване за 6 км на північний захід від міста Вагаршапата, за 1 км на південний захід від села Гехакерт, за 7 км на північ від села Араташен, за 2 км на північний схід від села Аршалуйс, за 2 км на схід від села Ферік та за 2 км на південь від села Цахкаландж.